# Agnes Pockels
Agnes Luise Wilhelminec Pockels (Venezia, 14 febbraio 1862 – Braunschweig, 21 novembre 1935) è stata una chimica tedesca.
Contribuì alla nascita dell'allora moderna disciplina della scienza delle superfici, che descrive le proprietà delle superfici liquide e solide.

## Biografia
Pockels nacque a Venezia, nell'allora impero austro-ungarico. Quando suo padre si ammalò, la famiglia si trasferì nel 1871 a Braunschweig, nella Bassa Sassonia allora facente parte del nascente impero tedesco, dove Pockels frequentò il liceo municipale femminile.
Sin da bambina mostrò interesse per la scienza e avrebbe voluto studiare fisica, tuttavia a quei tempi gli studi universitari risultavano inaccessibili per le donne in Germania. Fu solo tramite suo fratello minore, il fisico Friedrich Carl Alwin Pockels, che poté avvicinarsi alla letteratura scientifica.
Pockels si rese conto dell'influenza delle impurità sulla tensione superficiale dei fluidi mentre lavava i piatti nella sua cucina. Nonostante la sua mancata istruzione formale, fu in grado di misurare la tensione superficiale dell'acqua ideando un apparecchio noto come "film di scorrimento", uno strumento chiave nella nuova disciplina della scienza delle superfici. Usando un prototipo più evoluto di questo vetrino, il chimico statunitense Irving Langmuir fece ulteriori scoperte sulle proprietà delle molecole di superficie, che gli valsero un premio Nobel per la chimica nel 1932. Il dispositivo di Pockels è un antecedente diretto del film di Langmuir-Blodgett sviluppato in seguito da Langmuir e dalla fisica Katharine Blodgett.
Pockels pubblicò il suo primo articolo Surface Tension con l'aiuto di John William Strutt Rayleigh nel 1891. Seguirono una lunga serie di pubblicazioni scientifiche, in particolare sulla rivista Nature, che le valsero il riconoscimento di pioniera della scienza delle superfici. Oltre a ciò, fu tra i primi a sperimentare la scienza e la fisica delle superfici. Si presume che fosse interessata alla tensione superficiale e che avesse raccolto quasi 10 anni di studi in una rivista.
Nel 1931 ricevette il premio Laura Leonard dalla Colloid Society insieme a Henri Devaux, mentre l'anno successivo, il giorno del suo 70º compleanno, fu la prima donna a conseguire un dottorato honoris causa all'Università tecnica di Braunschweig. Morì nel 1935.

## Pubblicazioni
- (EN)  "Surface Tension", (1891) Nature, 46, 437.
- (EN)  "On the relative contamination of the water-surface by equal quantities of different substances", (1892) Nature 47, 418.
- (EN)  "Relations between the surface tension and relative contamination of water surfaces", (1893) Nature, 48, 152.
- (EN)  "On the spreading of oil upon water", (1894) Nature 50, 223.
- (EN)  "Beobachtungen über die Adhäsion verschiedener Flüssigkeiten an Glas", (1898) Naturwissenschaftliche Rundschau, 14, 190.
- (DE)  "Randwinkel gesättigter Lösungen an Kristallen", (1899), Naturwissenschaftliche Rundschau, 14, 383.
- (DE)  "Untersuchungen von Grenzflächenspannungen mit der Cohäsionswaage", (1899) Annalen der Physik, 67, 668.
- (DE)  "Über das spontane Sinken der Oberflächenspannung von Wasser, wässerigen Lösungen und Emulsionen"', (1902) Annalen der Physik, 8, 854.
- (DE)  "Über Randwinkel und Ausbreitung von Flüssigkeiten auf festen Körpern", (1914) Physikalische Zeitschrift, 15, 39.
- (DE)  "Zur Frage der zeitlichen Veränderung der Oberflächenspannun", (1916) Physikalische Zeitschrift, 17, 141
- (DE)  "Über die Ausbreitung reiner und gemischter Flüssigkeiten auf Wasser" (1916) Physikalische Zeitschrift, 17, 142.
- (DE)  "Die Anomalie der Wasseroberfläche" (The Anomalous State of the Water Surface) (1917) Die Naturwissenschaften, 5, 137 u. 149.
- (DE)  "Zur Frage der Ölflecke auf Seen" (On Oil Stains on Lakes) (1918) Die Naturwissenschaften, 6, 118.
- (EN)  "The measurement of surface tension with the balance" (1926) Science 64, 304.